# Îles Windmill
 (janvier 2024).
Si vous disposez d'ouvrages ou d'articles de référence ou si vous connaissez des sites web de qualité traitant du thème abordé ici, merci de compléter l'article en donnant les références utiles à sa vérifiabilité et en les liant à la section « Notes et références ».
 (janvier 2024).
La mise en forme du texte ne suit pas les recommandations de Wikipédia : il faut le « wikifier ».
Les points d'amélioration suivants sont les cas les plus fréquents. Le détail des points à revoir est peut-être précisé sur la page de discussion.
- Les titres sont pré-formatés par le logiciel. Ils ne sont ni en capitales, ni en gras.
- Le texte ne doit pas être écrit en capitales (les noms de famille non plus), ni en gras, ni en italique, ni en « petit »…
- Le gras n'est utilisé que pour surligner le titre de l'article dans l'introduction, une seule fois.
- L'italique est rarement utilisé : mots en langue étrangère, titres d'œuvres, noms de bateaux, etc.
- Les citations ne sont pas en italique mais en corps de texte normal. Elles sont entourées par des guillemets français : « et ».
- Les listes à puces sont à éviter, des paragraphes rédigés étant largement préférés. Les tableaux sont à réserver à la présentation de données structurées (résultats, etc.).
- Les appels de note de bas de page (petits chiffres en exposant, introduits par l'outil «  Source ») sont à placer entre la fin de phrase et le point final[comme ça].
- Les liens internes (vers d'autres articles de Wikipédia) sont à choisir avec parcimonie. Créez des liens vers des articles approfondissant le sujet. Les termes génériques sans rapport avec le sujet sont à éviter, ainsi que les répétitions de liens vers un même terme.
- Les liens externes sont à placer uniquement dans une section « Liens externes », à la fin de l'article. Ces liens sont à choisir avec parcimonie suivant les règles définies. Si un lien sert de source à l'article, son insertion dans le texte est à faire par les notes de bas de page.
- La présentation des références doit suivre les conventions bibliographiques. Il est recommandé d'utiliser les modèles {{Ouvrage}}, {{Chapitre}}, {{Article}}, {{Lien web}} et/ou {{Bibliographie}}. Le mode d'édition visuel peut mettre en forme automatiquement les références.
- Insérer une infobox (cadre d'informations à droite) n'est pas obligatoire pour parachever la mise en page.

Pour une aide détaillée, merci de consulter Aide:Wikification.
Si vous pensez que ces points ont été résolus, vous pouvez retirer ce bandeau et améliorer la mise en forme d'un autre article.
Les îles Windmill sont un ensemble d'îles rocheuses et de rochers de la région antarctique, d'environ 11,1 km (6 milles marin) de large, parallèlement à la côte de Wilkes Land sur 31,5 km (17 milles marin) immédiatement au nord du glacier Vanderford, le long du côté est de la baie de Vincennes.

## Histoire
Les îles Windmill ont été cartographiées à partir de photographies aériennes prises pendant l'Opération Highjump (1946-1947). Elles ont été nommées ainsi par l'US-ACAN (Comité de conseil américain pour les noms en Antarctique) en l'honneur du personnel de l'opération Windmill  (1947-1948), qui a débarqué sur l'île Holl, à l'extrémité sud-ouest de l'ensemble d'îles, pour établir le contrôle au sol pour les photographes de l'opération Highjump de l'USN.
Le terme « Opération Windmill » est une expression populaire qui s'est développée après la dissolution de l'expédition et fait référence à l'utilisation intensive d'hélicoptères fabriqués par ce groupe. Le nom officiel de cette expédition était le « Deuxième projet de développement de l'Antarctique », U.S Navy Task Force 39, 1947-1948.

## Revendication territoriale
Les îles sont revendiquées par l'Australie comme faisant partie du territoire antarctique australien , mais cette revendication est soumise aux dispositions du Traité sur l'Antarctique.

## Caractéristiques
Voici certaines des principales caractéristiques géographiques de l'archipel:
- Île Australe [1]
- Île Kilby [2]
- Hauts-fonds de Kirkby [3]
- Larsen Bank [4]
- Île McMullin [5]
- Île Molholm [6]
- Île Shirley [7]